# Mogilec
Mogilec (macedónul: Могилец) település Észak-Macedóniában, a Délnyugati körzet Makedonszki Brod-i járásában.

## Népesség
| Lakosok száma | 237  | 242  | 194  | 166  | 114  | 60   | 58   | 27   | 6    |
|               | 1948 | 1953 | 1961 | 1971 | 1981 | 1991 | 1994 | 2002 | 2021 |

2002-ben 27 lakosa volt, akik mindannyian macedónok.